# Nadech Kugimiya
Nadech Kugimiya (in thailandese ณเดชน์ คูกิมิยะ), nato Chonlathit Yodprathum e conosciuto con lo pseudonimo di Barry (in thailandese แบรี่; Provincia di Khon Kaen, 17 dicembre 1991) è un attore, modello e cantante thailandese con origini austriache, meglio noto per i suoi ruoli in Duang Jai Akkanee, Game Rai Game Rak, Sunset at Chaophraya , The Rising Sun Series, Leh lub salub rarng e Likit ruk.

## Biografia
Nadech Kugimiya, nato sotto il nome di Chonlathit Yodprathum, è nato il 17 dicembre 1991 nella Provincia di Khon Kaen. È il figlio adottivo di sua zia biologica, Sudarat Kugimiya, e Yoshio Kugimiya. I genitori biologici sono thailandesi e austriaci.

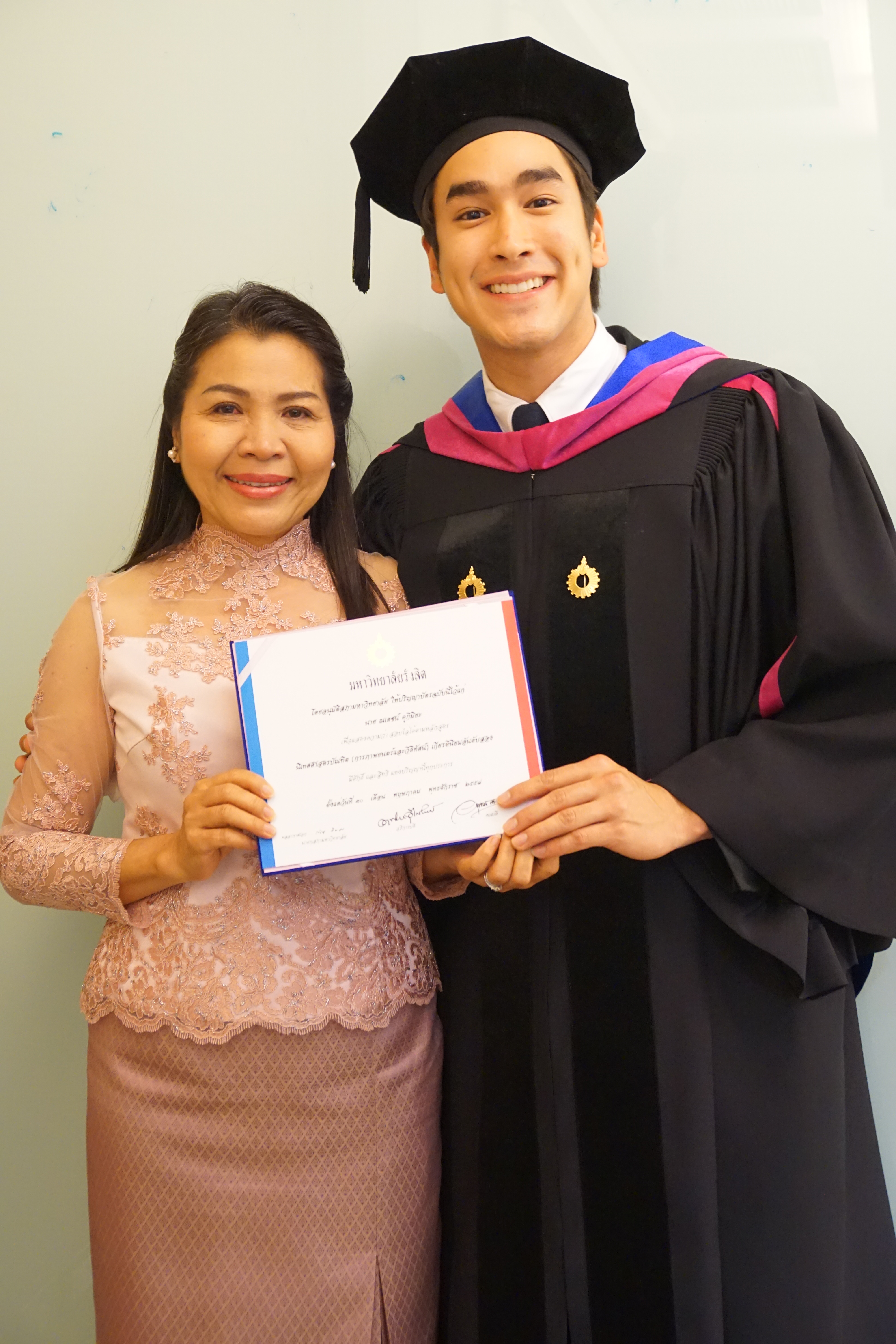
Nadech e sua madre dopo la bachelor of Arts conseguita nel 2015

Soprannominato "Barry", si è laureato alla Rangsit University (in thailandese มหาวิทยาลัยรังสิต) conseguendo una bachelor of Arts, specializzandosi in cinema e cinematografia. È sposato con l'attrice Urassaya Sperbund, conosciuta sul set di Duang Jai Akkanee.

### Carriera
Nadech ha iniziato la sua carriera da modello all'età di diciassette anni. L'entrata nel mondo della televisione arriva nel 2010, quando interpreta il protagonista Nawa Gamtornpuwanat nella serie Ngao Rak Luang. Guadagnò la fama con i suoi ruoli in Duang Jai Akkanee (in thailandese ดวงใจอัคนี, Duang Chai Akkhani) e Game Rai Game Rak (in thailandese เกมร้ายเกมรัก, Kem Rai Kem Rak), al fianco di Urassaya Sperbund. Nadech è anche membro della band 4+1 Channel 3 Superstar, assieme a Mario Maurer, Prin Suparat, Pakorn Chatborirak e Phupoom Pongpanu.
Il suo debutto nel cinema arriva nel 2013 con il ruolo nel lungometraggio Sunset at Chaophraya, diretto da Kittikorn Liasirikun. La sua interpretazione del soldato giapponese Kobori è stata descritta come «egregia» dal Bangkok Post.
L'attore ha un contratto esclusivo con il canale televisivo Channel 3, e il suo agente è Suphachai Srivijit.
Considerato uno degli attori più pagati e decorati della Thailandia, Nadech è molto richiesto anche come testimonial per marchi, ruolo che gli ha dato la nomea de "Il Re dei Presentatori". Ha sostenuto diversi brand importanti tra cui Shopee, OPPO, 7-Eleven, Air Asia, Daikin e TrueMove H. Nadech è anche una delle celebrità più visibili in televisione, stampa e pubblicità su cartelloni pubblicitari, oltre che una delle persone più influenti e popolari del Paese.
Nel corso della sua carriera ha ricevuto oltre centosettanta premi, tra i quali spiccano quelli per Miglior attore assegnati dai Suphannahong National Film Awards, Mekhala Awards, Nataraja Awards e TV Gold Awards.

## Filmografia

### Cinema
- Sunset at Chaophraya, regia di Kittikorn Liasirikun (2013)
- Long Rak Loey, cortometraggio (2013)
- Koo Kam, regia di ittikorn Liasirikun (2013)
- Postcard, cortometraggio (2014)
- Mr.Peter's Project, cortometraggio, regia di Nadech Kugimiya[18] (2015)
- Krut: The Himmaphan Warriors, regia di Chaiporn Panichrutiwong (2018)
- Nakee 2, regia di Pongpat Wachirabunjong (2018)

### Televisione
- Ngao rak luang jai, serie TV (2010)
- Thara himalaya, serie TV (2010)
- Duang jai akkanee, serie TV (2010)
- Pathapee leh ruk, serie TV (2010)
- Wayupak montra, serie TV (2010)
- Game rai game rak, serie TV (2011)
- Torranee ni nee krai krong, serie TV (2012)
- Raeng pradtanah, serie TV (2013)
- The Rising Sun - Roy ruk hak liam tawan, serie TV (2014)
- The Rising Sun - Roy fun tawan duerd, serie TV (2014)
- Lom sorn ruk, serie TV (2015)
- Tarm ruk keun jai, serie TV (2015)
- Leh lub salub rang, serie TV (2017)
- Likit ruk, serie TV (2018)
- Byeor-eseo on geudae (versione thailandese), serie TV (2019)

## Discografia

### Album in studio
- 2014 – 1,2,3,4,5 I Love You

### Colonne sonore
- 2012 – Hai Rak Man Toh Nai Jai
- 2013 – Angsumalin
- 2013 – Long Rak Loey
- 2014 – Laew Rao Ja Rak Gan Dai Mai
- 2015 – Tee Jing Chan Gor Jeb
- 2015 – Kam Tob Sud Tai
- 2018 – Nah Tee Gub Hua Jai
- 2019 – Rak Tee Ror Wan La